# Los Horcones (paraje rural en Argentina)
Los Horcones es el actual nombre con que se conoce la mayor parte del antiguo paraje La Blanca, en el Partido de General Madariaga, Provincia de Buenos Aires, Argentina.

## Toponimia
El nombre "Los Horcones" se debe a una leyenda del lugar, que cuenta de dos hermanos de apellidó Horcón, extranjeros que habían encallado y naufragado en sus costas, y que habían logrado salvar un gran botín, del cual mucho se hablaba. Los pobladores, interesados por saber cual era aquel tesoro y quizás robarlo, los fastidiaban, por ejemplo, les arruinaban sus cultivos. Un día los "Horcones" (apellido pluralizado de Horcón), se cansaron de estas cosas, y decidieron abandonar el lugar. Aun así, y agotados, decidieron dejar el valioso tesoro, trabajaron bien sus tierras y sembraron unas extrañas semillas. Luego de la triste partida de "Los Horcones", empezaron a crecer de aquellos campos, unas plantas hermosas de flores amarillas con racimos acabezuelados (alfalfa), las cuales eran un gran legado de mucho esfuerzo, a pesar de la mal bienvenida que les dieron.
El apellido pluralizado "Los Horcones" sería después dado a una laguna cercana, y más adelante al paraje.

## Historia
El lugar, desde un principio, del cuartel de Monsalvo, "Montes Grandes" que luego pasa a tener el nombre de Partido del "Tuyú" y después de General Juan Madariaga, debe su nombre a la anterior leyenda, que marcó el nombre de su mayor laguna: "Laguna Los Horcones". Esta laguna cuenta actualmente con dos clubes de pesca, el Club "San Nicolas" o "Laguna Los Horcones" y el Club "Paseo Los Horcones", ambos localizados de forma opuesta en las orillas de la laguna.

## "La Blanca"
El paraje se conocía con el nombre de "La Blanca" junto con otro territorio que actualmente pertenece al paraje de "Tío Domingo". "La Blanca" era la laguna más profunda y en ella abundaba mucho el pejerrey, uno de los peces más buscados en el lugar a la hora de pescar. Así se popularizó el nombre del paraje. Dicha laguna se ubica en el actual "Tío Domingo" y al ser más profunda y tener dicha forma algo ovalada, aumentaba la posibilidad de morir ahogado, y si no era así, por hipotermia. Ya con la escasez de pejerreyes, la laguna se fue olvidando, con ella el nombre del paraje, y así fue como se agrandó el paraje de Tío Domingo (quedándose con el área circundante a la laguna), y apareció el paraje de Los Horcones (que era el resto del territorio del antiguo paraje).

## Categorías
Categoría:Toponimia
Categoría:Historia
- Datos: Q130101599